# Racemobambos rigidifolia
Racemobambos rigidifolia är en gräsart som beskrevs av Richard Eric Holttum. Racemobambos rigidifolia ingår i släktet Racemobambos och familjen gräs. Inga underarter finns listade i Catalogue of Life.